# Gaston Ouvrard
Gaston Ouvrard (10 de marzo de 1890 - 26 de noviembre de 1981) fue compositor, cantante y actor cómico de nacionalidad francesa.

## Biografía
Nacido en Bergerac, Francia, su padre era el artista Éloi Ouvrard. Convertido en estrella del género del café-concert, popularizó el estilo del soldado cómico inventado por su padre, y que había iniciado en 1877 con el tema L'invalide à la tête de bois.
Entre sus composiciones de mayor fama figura la canción Je n'suis pas bien portant, que aún hoy en día se considera un clásico del humor francés. Gaston Ouvrard grabó sus primeros discos con el sello Odeon en 1909, siendo C'est mon frère una de las primeras grabadas por él. 
Gaston Ouvrard quedó muy marcado por la Primera Guerra Mundial, en la cual participó como un simple soldado a partir de agosto de 1914, sirviendo en un regimiento de dragones. Fue desmovilizado en diciembre de 1918. Herido dos veces, al final de la guerra recibió la Croix de Guerre 1914-1918 con citación. De la Gran Guerra guardó, a partir de entonces, la idea de llevar el uniforme en sus actuaciones (comique troupier).
Gaston Ouvrard llegó a la cima de su carrera entre 1925 y 1935, cuando consiguió sus mayores éxitos: Elle met des chaussinnettes (1925), Je n'suis pas bien portant (1934), y Les Femmes au régiment (1932). Cantautor dotado de una dicción excepcional, actuó menos tras la Segunda Guerra Mundial, aunque no permaneció inactivo. Se le pudo ver en el cine en Le Tracassin (1962), y cantó Je n'suis pas bien portant en el escenario de la sala Bobino en 1971. Grabó su último disco en 1966, repitiendo su anterior éxito.
Por sufrir problemas financieros, recibió el apoyo de la asociación La roue tourne, de Paul Azaïs y Janalla Jarnach, que daba ayuda a artistas con dificultades, y cuyo padrino de honor era Fernandel. 
Durante los años 1960, participó en algunas emisiones televisivas, interviniendo en 1968 en un programa junto a Claude François y Roger Whittaker. El 29 de enero de 1969 cantó Le Soldat sportif en el show Quatre temps. Posteriormente pudo ser visto Le Palmarès des chansons (1975), programa presentado por Guy Lux, en el que interpretó de nuevo Je n'suis pas bien portant. 
También cantó en el Olympia de París en 1970 en la primera parte del espectáculo de Jacques Martin y en el debut de Michel Sardou.
Ouvrard fue, junto a Fernandel, el último cantante en actuar como soldado cómico. A menudo reeditadas, sus canciones han sido grabadas por sellos como Odéon, Pathé, Edison Bell Radio, Ultraphone y Eldorado.
Gaston Ouvrard falleció en 1981, en Caussade, Francia, a los 91 años de edad. Fue enterrado en el Cementerio de Carnas.
Alain Ouvrard, nieto de Gaston Ouvrard, ha interpretado sus canciones.

## Filmografía
- 1959 : Archimède le clochard, de Gilles Grangier
- 1969 : Clérambard, de Yves Robert
- 1972 : Une belle fille comme moi, de François Truffaut